# Luteranismo na Finlândia
A igreja Luterana é a religião nacional da Finlândia, cerca de 71% dos Finlandeses são luteranos de acordo com dados de 2017, o Luteranismo tem feito parte da Finlândia desde a conversão da Dinamarca.

## História
A Reforma sueca começou durante o reinado do rei Gustav Vasa (1527) e chegou à sua conclusão em 1560. A Suécia, como outros países nórdicos, adotou a forma luterana de protestantismo.
O primeiro bispo luterano de Turku foi Martinus Johannis Skytte, ex- vigário geral da província dominicana de Dacia. Ele manteve a maioria das antigas formas católicas dentro da Diocese, que fazia parte da Igreja da Suécia, agora independente .  A reforma doutrinária da Igreja finlandesa ocorreu durante o episcopado de Mikael Agricola , que estudou na Universidade de Wittenberg sob Martin Luther .
Agrícola traduziu todo o Novo Testamento e grandes porções do Antigo Testamento para o finlandês . Além disso, ele escreveu uma grande quantidade de textos litúrgicos finlandeses no espírito da Reforma, enquanto preservava uma série de costumes decididamente católicos, como a retenção de muitos dias santos, incluindo o Dia da Visitação de Maria e da Santa Cruz , e o uso da Bíblia. mitra do bispo . Enquanto imagens e esculturas de santos foram retidas nas igrejas, elas não eram mais veneradas.   Agrícola foi o primeiro bispo de Turku que foi casado.
No final do século XVI, a Reforma Sueca estava finalmente completa, e o século seguinte era conhecido como o período da ortodoxia luterana. A afiliação à igreja era obrigatória, assim como a freqüência semanal ao Serviço Divino.
Tanto na Rússia quanto na Suécia, o luteranismo foi muito afetado pela teologia do iluminismo , que teve o efeito de secularizar a Igreja. Isso, e o estilo de vida pródigo dos vigários das paróquias, causaram ressentimento público que se tornou visível nos movimentos populares de avivamento local. 

## Organização
A estrutura da Igreja Evangélica Luterana da Finlândia é baseada principalmente na divisão geográfica. Cada membro pertence à paróquia do seu domicílio, com fronteiras paroquiais seguindo limites municipais . As grandes cidades, por outro lado, são geralmente divididas em várias paróquias, com a localização geográfica das casas dos membros determinando a filiação paroquial. O número de membros de uma paróquia varia de algumas centenas em pequenos municípios a cerca de 60.000 membros na paróquia de Malmi, em Helsinque . De acordo com a Lei da Igreja, a paróquia é responsável por todo o trabalho prático realizado pela igreja. A paróquia é chefiada pelo vigário e pelo conselho paroquial. Ambos são eleitos pelos membros, usando votos iguais e fechados. O mandato do conselho paroquial é de quatro anos, enquanto o vigário é eleito vitalício ou até os sessenta e oito anos de idade. Uma paróquia é uma pessoa colectiva de natureza pública, capaz de tributar os seus membros. O montante do imposto cobrado é decidido pelo conselho paroquial e cai entre 1 e 2,25 por cento do rendimento pessoal. Na prática, o imposto é cobrado pelo estado, por uma taxa. 

Dioceses Luteranas da Finlândia.

Financeiramente, as paróquias são responsáveis por si mesmas. Contudo, as paróquias pobres podem ser assistidas pela administração central. Por outro lado, todas as paróquias são responsáveis por contribuir com 10% de sua renda para a administração central da igreja e das dioceses. Os assuntos do dia-a-dia da administração paroquial são atendidos pelo vigário e a junta paroquial, eleitos pelo conselho paroquial. Nas cidades, as paróquias da cidade têm um conselho paroquial comum, mas juntas paroquiais separadas. 
| Diocese               | Fundado | Catedral              | Bispo                                                          |
| --------------------- | ------- | --------------------- | -------------------------------------------------------------- |
| Arquidiocese de Turku | 1156    | Catedral de Turku     | Arcebispo Tapio Luoma (2018– ), Bispo Kaarlo Kalliala (2011– ) |
| Diocese de Tampere    | 1554    | Catedral de Tampere   | Bispo Matti Repo (2008– )                                      |
| Diocese de Oulu       | 1851    | Catedral de Oulu      | Bispo Samuel Salmi (2001– )                                    |
| Diocese de Mikkeli    | 1897    | Catedral de Mikkeli   | Bispo Seppo Häkkinen (2009– )                                  |
| Diocese de Borga      | 1923    | Catedral de Porvoo    | Bispo Björn Vikström (2009– )                                  |
| Diocese de Kuopio     | 1939    | Catedral de Kuopio    | Bispo Jari Jolkkonen (2012– )                                  |
| Diocese de Lapua      | 1959    | Catedral de Lapua     | Bispo Simo Peura (2004– )                                      |
| Diocese de Helsinque  | 1959    | Catedral de Helsinque | Bispo Teemu Laajasalo (2017– )                                 |
| Diocese de Espoo      | 2004    | Catedral de Espoo     |                                                                |